# Tvrđava Soroca
Tvrđava Soroca (rumunjski: Cetatea Soroca) je povijesna utvrda u Republici Moldaviji, u današnjem gradu Soroci.
Grad Soroca ima svoje ishodište kao srednjovjekovno trgovačko mjesto Olchionia ili Alchona, koje su osnovali trgovci iz Đenoveške Republike. Bio je poznat po svojim dobro očuvanim utvrdama, koje je dao sagraditi moldavski knez Stjepan III. Moldavski (rumunjski: Stefan cel Mare), 1499. godine.
Izvorna drvena utvrda branila je plićak preko Dnjestra i bila je važna karika u lancu utvrda koje čine četiri utvrde (npr. Akkerman i Khotin) na Dnjestru, dvije utvrde na Dunavu i tri utvrde na sjevernoj granici srednjovjekovne Moldavije. Između 1543. i 1546., pod vlašću Petru Rareşa, tvrđava je obnovljena u kamenu kao savršen krug s pet bastiona, koji se nalaze na jednakoj udaljenosti.
Tijekom Velikog turskog rata, snage Jana Sobieskoga uspješno su obranile utvrdu od Osmanlija. Tvrđava je bila od vitalne važnosti za vrijeme Rusko-turskoga rata 1710. – 1711.
Tvrđava Soroca je važna turistička atrakcija u Soroci, koja pokazuje očuvanu kulturu.